# Modello a cascata della dissoluzione relazionale
Il modello a cascata della dissoluzione relazionale (conosciuto anche come i quattro cavalieri di Gottman) è una teoria della comunicazione relazionale che presenta quattro comportamenti, profondamente negativi, che conducono allo sfaldamento delle relazioni romantiche e matrimoniali. Questo modello è il risultato del lavoro dello psicologo sperimentale John Gottman, professore della Washington University e fondatore dell'Istituto Gottman, e del suo collega di ricerca Robert W. Levenson. La teoria si concentra sull'influenza negativa di certe abitudini comunicative verbali e non verbali nel successo o fallimento delle relazioni sentimentali e dei rapporti matrimoniali. Il modello di Gottman compara metaforicamente i quattro stili di comunicazione dannosi per le relazioni da lui individuati, con i quattro Cavalieri dell'Apocalisse, presentando uno scenario in cui ogni successivo "cavaliere" va a sommare la sua problematicità agli omologhi che l'hanno preceduto, portando infine alla completa rottura della comunicazione all'interno della relazione.

## Contesto della ricerca
Il lavoro di Gottman e Levenson ha come scopo la ricerca dei fattori di differenziamento fra i matrimoni di successo e quelli fallimentari e nota come le manifestazioni emotive negative progrediscano secondo uno schema lineare, giungendo, nelle relazioni, ad indurre una risposta fisica ed emotiva analoga nel partner e a portare progressivamente al ritiro in sé dei componenti della coppia. Prima dello sviluppo di questo modello (avvenuto tra 1992 ed il 1994) era stata condotta poca ricerca che si concentrasse nel trovare gli specifici comportamenti e processi di interazione che portano all'insoddisfazione matrimoniale, alla separazione, ed al divorzio. La ricerca di Gottman e Levenson, inoltre, segnala come non tutte le manifestazioni negative, come ad esempio la rabbia, abbiano valore predittivo dell'esito matrimoniale. Per altre però, come nel caso del disprezzo, la ricerca evidenzia una forte correlazione tra la loro presenza nel matrimonio e la probabilità che lo stesso finisca in divorzio.
Secondo Gottman e Levenson la "Cascata verso la Dissoluzione Relazionale" può essere prevista sulla base della regolazione, o mancata regolazione, delle interazioni positive e negative della coppia. Le coppie che esercitano un controllo e regolazione degli aspetti positivi e negativi, infatti, risultano significativamente meno esposte al rischio di cadere nella "Cascata di Dissoluzione".  In un secondo momento gli autori hanno cercato di approfondire ulteriormente la ricerca esplorando i modi in cui fosse possibile intervenire in una "Cascata" già in atto, e la possibile applicabilità dei risultati ottenuti ad altre tipologie e modelli di relazione, come ad esempio nei matrimoni omosessuali.

## I quattro cavalieri dell'apocalisse relazionale
La teoria evidenzia come i comportamenti di cui sotto siano legati in una reazione a cascata, in cui ogni passo conduce al successivo, e portino a creare un ambiente negativo ed ostile duraturo nel tempo. Questo a sua volta genera insoddisfazione matrimoniale e porta a prendere in considerazione la dissoluzione del matrimonio.

### Il primo cavaliere: la critica
La critica, o l'abitudine critica, è il primo indicatore nel Modello a Cascata ed è definita da Gottman come un tipo di lamentela che biasima o attacca la personalità ed il carattere del partner. I commenti critici spesso si manifestano come una serie di commenti espressi in modo generale, vago e assoluto come ‘‘non sei/fai mai’’ o ‘‘sei/fai sempre.’’ La ricerca segnala come coppie che non applicano una regolazione emotiva, o in cui vi sia una marcata tendenza alle interazioni negative, utilizzino più spesso un'attitudine critica nella propria comunicazione e siano per questo più prone a dare inizio ad una "Cascata di Dissoluzione". Un risultato inaspettato della ricerca è che mentre la tendenza alla critica della moglie appare effettivamente correlata al rischio di separazione e dissoluzione della coppia, lo stesso non sembra accadere a parti inverse, con un marito critico.
Una possibile soluzione per evitare la trappola dell'atteggiamento critico è quella di coltivare un ambiente relazionale in cui ci sia spazio e rispetto delle reciproche vulnerabilità. Il che significa dare la possibilità ai membri della coppia di sentirsi sicuri nella possibilità di esprimere liberamente le proprie opinioni e frustrazioni senza paura di ripercussioni o rifiuto. L'atteggiamento critico, infatti, non lasciando spazio alla loro espressione ha effetti deleteri sul rapporto. Un'altra possibile componente che può essere d'aiuto nel superare un'interazione critica è far ricorso ad un maggior uso del punto di vista soggettivo e dell'espressività emotiva, con frasi del tipo "Io sento che/ Mi sembra che".

### Il secondo cavaliere: l'atteggiamento difensivo
L'atteggiamento difensivo è una reazione ad una sensazione di critica pervasiva, cui si somma talvolta il disprezzo, e rappresenta il secondo indicatore del Modello a Cascata. L'atteggiamento difensivo è un meccanismo di difesa e comporta un reindirizzamento del senso di colpa ed una fuga dalle responsabilità personali. Questo atteggiamento deriva da una risposta interna tesa a proteggere l'orgoglio e l'autostima personali. Fisiologicamente il corpo può manifestare una reazione di attacco o fuga allo scopo di proteggersi contro quella che viene percepita, a questo punto, come una minaccia. Gli psicologi Fowler e Dillow definiscono ulteriormente l'atteggiamento difensivo come una controffensiva negativa caratterizzata da atteggiamenti come la lamentela continua, il saltare a conclusioni negative riguardo ai sentimenti altrui, ed il rifiuto dell'assunzione di responsabilità. Gottman e Levenson evidenziano come l'atteggiamento difensivo sia prevalente fra gli uomini.

### Il terzo cavaliere: il disprezzo
Il disprezzo è il risultato di critiche continuate nel tempo e si basa su una mancanza d'ammirazione e di rispetto reciproco. Rappresenta il terzo livello nel Modello a Cascata. Il disprezzo si esprime verbalmente tramite la presa in giro, il sarcasmo, e l'indignazione tesa ad appropriarsi di un senso di superiorità morale sul proprio partner. Il disprezzo può anche essere espresso in modo non verbale come ad esempio con sbuffi o l'alzare e far ruotare gli occhi. Il lavoro di ricerca di Gottman e Levenson individua nel disprezzo il singolo più forte indicatore del rischio di dissoluzione relazionale, in particolar modo quando presente nella donna.

### Il quarto cavaliere: lo stonewalling
Lo stonewalling è il passo finale del Modello a Cascata e costituisce una risposta ai tre atteggiamenti precedenti. Lo stonewalling ha luogo quando i componenti della coppia creano una distanza mentale, emotiva e fisica allo scopo di evitare lo scontro. I modi più tipici in cui questo atteggiamento si presenta sono: far finta di essere impegnati, rispondere con monosillabi o versi, abbandonare la comunicazione in corso o rifiutarla in toto. Gottman e Levenson indicano come lo stonewalling sia più diffuso tra gli uomini e rappresenti, una volta stabilito, un atteggiamento molto difficile da risolvere positivamente.

## La ricerca e la prevedibilità del divorzio

### Predire il divorzio e la separazione e come possono essere evitati
A seguito dello studio il professor Gottman ed il suo gruppo di ricerca cercarono di stabilire la capacità predittiva del Modello da loro elaborato, sperimentando, dunque, se le coppie che manifestavano questi "cavalieri" fossero effettivamente più suscettibili di divorzio. In uno studio longitudinale, il team è stato in grado di predire l'esito relazionale con un'accuratezza dichiarata del 94%.
In particolare hanno rilevato la presenza dei seguenti indicatori nelle coppie la cui relazione è risultata essere fallimentare:
- Partenza aggressiva: durante discussioni e disaccordi, le coppie che esibiscono atteggiamenti di "partenza aggressiva" danno inizio al dialogo con una forte carica aggressiva, si rifiutano di tenere in considerazione il punto di vista dell'altro ed allargano la discussione includendo anche problemi precedenti o non correlati.
- I Quattro Cavalieri: vedi sopra.
- Sopraffazione emotiva: questo fenomeno ha luogo quando uno dei due partner si sente sopraffatto da una situazione fortemente emotiva ed il cervello entra in una sorta di stasi protettiva per proteggersi. La persona si ritrova, quindi, fisicamente e mentalmente non più in grado di elaborare le parole del proprio interlocutore. Questo può dare il senso a chi parla di non essere ascoltato, o che a chi lo sta ascoltando non importi ciò che sta dicendo. Il fenomeno della sopraffazione emotiva tende a presentarsi quando il soggetto discusso è controverso o quando una delle due parti riceve critiche ripetute in un lasco di tempo contenuto.
- Linguaggio corporeo: se i partner segnalano messaggi ambigui, soprattutto se allo scopo di instaurare una situazione di doppio legame, o segnalano anche solo in modo sottile reciproca ostilità, la dissoluzione del rapporto fa abitualmente seguito.
- Tentativi di riavvicinamento ignorati: un tentativo di riavvicinamento è ogni atto o comportamento che uno dei due partner prova ad utilizzare per riportare armonia e controllo emotivo nella relazione. Può essere costituito da tattiche di distensione, dal fare appello ad un'esperienza od un valore su cui si è in accordo, o anche da un "inside joke". Questi tentativi, qualora siano accettati e vi si dia seguito, spingono ad una maggiore intimità e rafforzano l'affettività all'interno della relazione, oltre a consentire alla situazione di conflitto di risolversi. D'altro canto, coloro che non vi fanno ricorso, o che non li accettano dal partner, hanno una probabilità maggiore di far degenerare una situazione di tensione in una di conflitto e di litiogisità fuori controllo.
- Una prospettiva negativa sul proprio matrimonio e sulla felicità di coppia: il professor Gottman ha rilevato che tra le coppie conflittuali dello studio era in uso pensare in modo negativo agli avvenimenti significativi della propria vita matrimoniale. Questi momenti importanti a cui la maggioranza delle persone è solita pensare con affetto, come ad esempio il fidanzamento, il matrimonio, la nascita dei figli, etc., erano quasi tutti rievocati in modo critico da chi si sentiva infelice nella propria relazione. Queste persone si erano abituate a pensare che il partner non avesse mai soddisfatto i propri bisogni e che non ci fosse mai stata felicità nel rapporto.[12]

## Metodologia e confronto fra coppie emotivamente regolate e non

### Metodologia per la codifica dei sistemi comportamentali
La ricerca originaria di Gottman e Levenson che sta alla base di questo Modello, pubblicato negli anni 1990, si concentrava sull'utilizzo di una serie di indicatori e misure, usati in combinazione, atti a studiare le interazioni conflittuali nelle coppie sposate. Il team di studio fece uso del poligrafo e dell'elettrocardiogramma per raccogliere dati fisiologici, e di sondaggi e registrazioni video per ottenere informazioni comportamentali. L'informazione raccolta via video veniva poi interpretata nel contesto del "Rapid Couples Interaction Scoring System" (RCISS) ovvero del "Sistema Rapido per l'Assegnazione di un Punteggio all'Interazione di Coppia", e dello "Special Affect Coding System" (SPAFF) cioè il "Sistema Specifico di Codifica Affettiva", oltre che del "Marital Coding Information System" (MCIS) che sta per "Sistema di Codifica dell'Informazione sul Matrimonio". L'RCISS consiste in una tabella di tredici comportamenti indice che possono essere espressi da chi parla, e nove comportamenti indice esprimibili da parte di chi ascolta, e sono compresi sia indici negativi che positivi. Lo SPAFF è "un sistema di codifica dell'informazione sulla base di riferimenti culturali" e tiene conto di: contenuto verbale e tono di voce oltre che di elementi non verbali di contesto come l'espressione facciale, i movimenti, e la gesticolazione. L'MCIS è invece il sistema di codifica affettiva in uso da più tempo ed in modo più diffuso anche se non risulta essere specifico quanto gli altri due e, per questo, si usa di solito in aggiunta ad altri sistemi di riferimento.

### Coppie emotivamente regolate e non
Le informazioni ottenute tramite l'analisi per mezzo dell'RCISS e dello SPAFF portarono alla formazione dell'idea delle coppie emotivamente regolate e non. Gottman e Levenson definiscono come coppie non emotivamente regolate quelle più inclini a dar luogo ad atteggiamenti di conflitto, mentre le coppie emotivamente regolate tendono a confrontarsi in modo più costruttivo e con atteggiamenti di comunicazione positiva. Non tutte le coppie non emotivamente regolate manifestano tutti i comportamenti negativi qui discussi, e neppure tutte le coppie emotivamente regolate sono connotate dalla presenza di tutti i comportamenti positivi. I ricercatori, infatti, ritengono che la stabilità maritale non sia tanto da imputare all'assenza di comportamenti negativi, quanto piuttosto alla capacità di mantenere un equilibrio tra i comportamenti positivi e quelli negativi che sia sbilanciato verso i primi, all'incirca in un rapporto di 5:1.

## Le tipologie di matrimonio
I risultati della ricerca indicano cinque diverse tipologie di rapporto matrimoniale come prevalenti: tre stabili ed in grado di evitare la caduta nel Modello a Cascata, e due instabili ed inclini a fallire.  Anche se tutti e tre i tipi di matrimonio stabili manifestano un equilibrio simile tra esperienze positive e negative, la presenza di interazioni negative e problemi di comunicazione non è mai del tutto eliminata.

### Tipologie di coppie stabili

#### Sostenitori
Questa coppia manifesta quantità moderate sia di affezioni positive che di negative. Questo modello è preso ad esempio dai consulenti matrimoniali e si caratterizza per un approccio più intimo basato su esperienze condivise; è tuttavia suscettibile di trasformarsi in un rapporto meno romantico nel tempo. Queste coppie sono meno inclini ad interagire con lo scopo di persuadere la controparte e, solitamente, non provano a farlo prima di aver stabilito una certa distanza dall'occasione o elemento di conflitto.

#### Volatili
Questa coppia manifesta quantità elevate di affezioni positive e negative. I matrimoni caratterizzati da questa dinamica tendono ad essere piuttosto "romantici e passionali, ma hanno un rischio elevato di degenerare in uno stato di litigiosità continua." Le coppie di questo tipo tentano fin dal principio dei momenti di conflitto di convincere la controparte ad adeguarsi al proprio rispettivo punto di vista.

#### Evitanti
Questa coppia manifesta quantità scarse di affezioni positive e negative. I matrimoni di questo tipo evitano il dolore associato alla conflittualità relazionale, ma corrono un rischio maggiore di far sentire i partner soli ed emotivamente distanti. Queste coppie tentano molto di rado, o mai, di persuadere il/la compagno/a.

### Tipologie di coppie instabili

#### Ostile
Nei matrimoni ostili spesso il marito viene considerato contribuire in modo sia positivo che negativo, mentre la moglie partecipa in un ruolo prevalentemente positivo. In generale, "la moglie appare come piuttosto fredda e distaccata nei confronti del marito, mentre il marito, agli occhi di lei, appare come eccessivamente negativo e conflittuale"

#### Ostile-distaccato
Queste relazioni tendono a manifestare un livello significativamente elevato di disprezzo misto ad atteggiamenti difensivi. Nei matrimoni caratterizzati da questo stile relazionale spesso il marito viene considerato contribuire in modo sia positivo che negativo, mentre la moglie partecipa in un ruolo prevalentenemte negativo. In questi casi, "il marito sembra piuttosto distaccato e freddo nei confronti della moglie, laddove la moglie, agli occhi del marito, appare come eccessivamente negativa e conflittuale."

### Teoria dell'assortimento negativo
Questa teoria postula che "le coppie caratterizzate dallo stile ostile ed ostile-distaccato falliscono nel tentativo di transitare verso un rapporto di una tipologia più stabile." In particolare l'instabilità relazionale si manifesta come conseguenza dell'incapacità nella coppia di lasciar spazio ed accomodare le preferenze reciproche.

## Interventi, strategie terapeutiche e tipologie di attaccamento

### Interventi di cambiamento prossimale
La ricerca dei professori Gottman e Tabres sugli interventi di cambiamento prossimale tenta di interrompere il processo di comunicazione negativa creando occasioni di comunicazione positiva, allo scopo di aiutare a trasformare la dinamica relazionale e di mutare o riparare il danno causato dalla "Cascata di Dissoluzione Relazionale". Due tipologie di intervento sono state implementate, un "intervento sui complimenti" e un "intervento sulle critiche" ideati per aumentare rispettivamente il livello di positività e negatività espressi. A diversi gruppi assortiti casualmente è stato assegnato uno dei due tipi di interventi, con alcuni lasciati come gruppi di controllo.
La ricerca segnala che erano le coppie stesse a determinare l'efficacia degli interventi, dal momento che molte coppie non emotivamente regolate che si erano incamminate nel percorso delineato dal Modello a Cascata erano prone a "fabbricare" interventi negativi trasformando complimenti in critiche e/o comunicando con disprezzo. L'efficacia di questi interventi, quindi, risulta essere contingente alla facilitazione ed al monitoraggio continui da parte dei terapeuti.

### Attaccamento evitante ed insicuro
I ricercatori Fowler e Dillow notano come un attaccamento evitante possa predire l'uso di alcune tattiche difensive e dello stonewalling, dal momento che l'individuo è riluttante a dipendere dagli altri. Le persone caratterizzate da un attaccamento evitante hanno anche difficoltà nel regolare le proprie emozioni negative e sono prone ad avere esplosioni di rabbia nei confronti del partner. Gli psicologi del team avevano dapprima ipotizzato che un attaccamento evitante potesse avere valore predittivo, nell'ambito del Modello a Cascata, anche della tendenza alla critica, al disdegno ed all'atteggiamento difensivo; i risultati della ricerca, invece, hanno trovato questo stile di attaccamento predittivo in modo significativo del solo stonewalling.
Per quanto riguarda l'attaccamento insicuro o ansioso, invece, che è caratterizzato da un'eccessiva dipendenza, dalla facilità di sentirsi sopraffatti emotivamente e dalla paura del rifiuto, questo è risultato essere significativamente correlato con manifestazioni di critica, sdegno e atteggiamento difensivo, almeno in parte concausate dal fatto che coloro che manifestano questo stile di attaccamento hanno la tendenza a far avverare i propri timori.

### Sopraffazione emotiva
La sopraffazione emotiva ha luogo quando forti emozioni negative emergono da un'interazione. Essa causa un sentimento di impotenza e può portare a tipologie di comunicazione distruttiva come ad esempio critiche e violenza verbale. Spesso, persone che vanno soggette a questo tipo di fenomeno riportano di ritrovarsi improvvisamente sorprese dall'espressione di emozioni negative da parte del partner, e si dichiarano disposte a tutto pur di fuggire dalla negatività.
La presenza di questo stile di risposta emotiva può portare ad adottare atteggiamenti e strategie che scoraggiano la comunicazione efficace, come il mettersi sulla difensiva od il proiettare intenzioni e qualità negative sui comportamenti del partner. Per di più, dal momento che esiste una certa correlazione fra la percezione di soddisfazione relazionale e l'eccitazione collegata ai conflitti di coppia, il decrescere nel tempo della capacità di derivare stimoli soddisfacenti in altri ambiti della relazione può portare all'instaurarsi di un circolo vizioso connotato da una frequenza sempre maggiore di episodi di sopraffazione emotiva, comunicazione distruttiva ed isolamento.
Per contrastare il fenomeno della sopraffazione emotiva, le coppie possono provare a fare delle pause concordate nei momenti di conflitto. È stato dimostrato che questa pratica è d'aiuto nel ridurre il battito cardiaco, cosa che a sua volta tende a ridurre i comportamenti negativi. Un altro modo di affrontare il problema della sopraffazione è quello di cercare di risolvere i conflitti per mezzo di messaggi di testo o comunicazioni vocali invece che di persona. Questo può potenzialmente consentire a chi ne è affetto la possibilità di regolare meglio le proprie emozioni.

### Il metodo Gottman e la terapia di coppia

#### Coppie omosessuali
Sebbene gli studi sull'applicabilità del Metodo di Gottman alle coppie omosessuali siano relativamente nuovi, nuove ricerche effettuate a partire dal 2017 indicano come la maggioranza delle coppie dello stesso sesso non siano inerentemente differenti dalle proprie controparti eterosessuali. Anche la durata del trattamento terapeutico per le coppie omosessuali non risulta essere significativamente differente dalla media nazionale statunitense riferita alle coppie eterosessuali. Un altro risultato degno di nota è che l'architettura del Modello di Gottman sembra fornire una base migliore rispetto alle alternative per la discussione delle preferenze di ruolo ed uguaglianza all'interno della relazione. Ulteriori studi sembrano indicare che i partner omosessuali tendono a condividere uno stile di comunicazione simile oltre che simili opinioni riguardo ai ruoli di genere. Essi sembrano, inoltre, essere generalmente più positivamente predisposti in caso di conflitto, il che risulta d'aiuto nella loro risoluzione oltre che nella discussione delle preferenze individuali all'interno della relazione.

## Critiche
John Gottman ha ricevuto critiche inerenti alla sua affermazione che il Modello a Cascata sia in grado di predire il divorzio con un'accuratezza di oltre il 90%. Il ricercatore Stanley Scott ed il suo team, infatti, hanno evidenziato la presenza di numerosi difetti e imprecisioni nelle ricerche di Gottman; ricerche che furono largamente divulgate a partire dal 1998, e che raccomandavano significativi cambiamenti allo scopo terapeutico ed alle metodologie di applicazione di consulenti matrimoniali e psicologi, tra cui una ridotta enfasi sulla gestione della rabbia e sull'ascolto attivo. Tra le preoccupazioni sollevate, le più importanti sono di tipo metodologico, ed in particolare spiccano la mancata giustificazione da parte di Gottman e del suo team della scelta non casuale dei partecipanti allo studio originale, il mancato controllo per l'impatto delle varianti culturali, e imprecisioni nell'analisi dell'impatto fisiologico. Ulteriori critiche sono anche state rivolte ai metodi di osservazione usati per la raccolta dei dati ed alla supposta ambiguità dei test statistici utilizzati. La revisione scientifica condotta da Stanley sembra indicare che, sebbene i risultati ottenuti da Gottman rimangano interessanti, vi sono tuttavia troppe incertezze metodologiche, tanto da rendere necessarie ulteriori ricerche prima di dare seguito alle linee guida delineate dai suoi studi.